# 危険回避カメラ

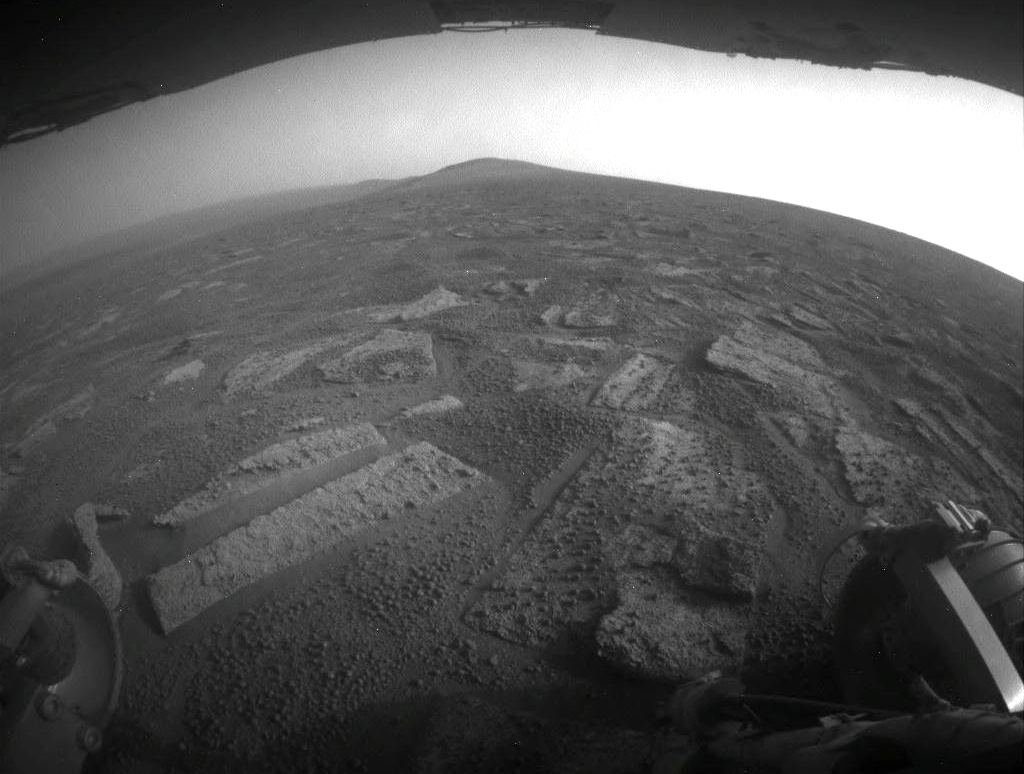
ボタニー湾とソランダー・ポイントのHazcam画像（2013年）

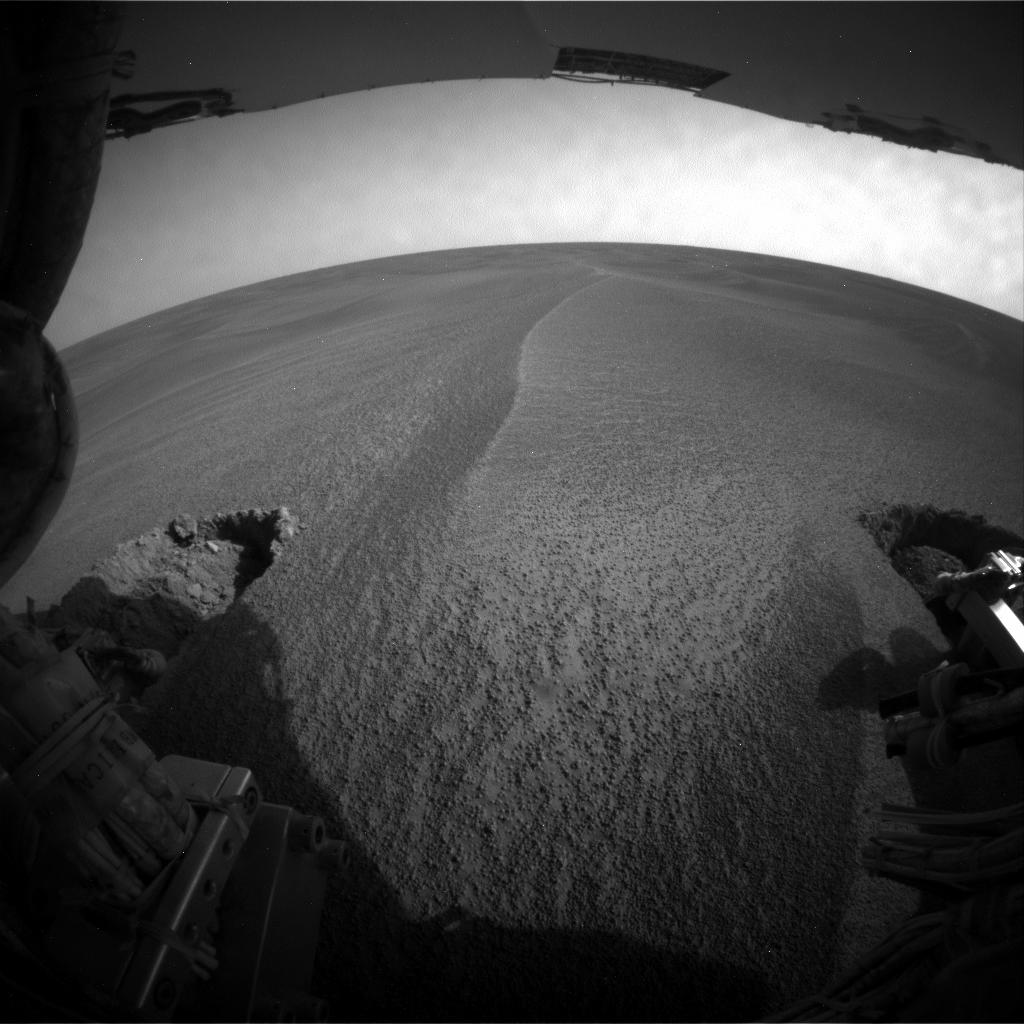
Hazcamの画像は、NASAのエンジニアに、オポチュニティローバーが砂丘で立ち往生していることを示していた。

危険回避カメラ（きけんかいひカメラ、英語: hazard avoidance cameras（Hazcams））は、NASAのスピリット、オポチュニティ、キュリオシティとパーサヴィアランスの火星ミッションローバーの前面と背面、および中国の玉兔 (探査車)の月ミッションローバーの前部下部に搭載された写真カメラである。

## 概要
キュリオシティローバーのHazcamsは、可視光に敏感で、解像度1024×1024ピクセルの白黒画像を提供。これらの画像は、ローバーの内部コンピューターが危険を自律的にナビゲートするために使用される。ローバーの両側に配置されているため、フロントカメラとリアカメラの両方で同時に撮影した画像を使用して、周囲の3Dマップを作成する。カメラは固定されている（ローバーから独立して移動することはできない）。広い視野（水平方向と垂直方向の両方で約120°）があり、広範囲の地形を見ることができる。
それらは科学実験に使用するように設計されていないため、エンジニアリングカメラと見なされ、ローバー上のエンジニアリングカメラの他のセットはNavcamである。
マーズ・サイエンス・ラボラトリーの安全な着陸は、最初に車両のHazcamsを使用して確認されました。
パーサヴィアランスのカメラは、火星の極の温度で動作し、100 °C（180 F）の温度範囲で正確に画像化することができる。